# Bitva o Krynky
Bitva o Krynky je vojenské střetnutí mezi ozbrojenými silami Ukrajiny a ozbrojenými silami Ruské federace během ruské invaze na Ukrajinu, které začalo v polovině října roku 2023 vyloděním ukrajinských sil na levém břehu řeky Dněpr a získáním předmostí v oblasti obce Krynky v Chersonském rajónu.

## Bitva
V noci ze 17. na 18. října 2023 se podle ruských i ukrajinských zdrojů ukrajinským námořním brigádám podařilo na několika místech překročit řeku Dněpr. Ukrajinské síly obsadily osadu Krynky a dočasně obsadily osady Pojma a Pisčanivka v Chersonské oblasti. Ruské zdroje uvedly, že útoky provedla 35. a 36. brigáda námořní pěchoty a že kromě dělostřeleckého bombardování žádné ruské síly na místo předmostí vyslány nebyly.
Do konce prosince 2023 měla ukrajinská námořní pěchota vlivem zmenšujících se zdrojů, těžkého ruského leteckého a dělostřeleckého bombardování a dezorganizace těžké ztráty. Ukrajinský mariňák to pro deník New York Times komentoval slovy: „Není to ani boj o přežití. Je to sebevražedná mise“.
Podle magazínu Forbes bylo ruskými klouzavými bombami a dělostřelectvem poškozeno nebo zničeno asi 50 člunů BMK-T. Řada příslušníků ukrajinské námořní pěchoty vyjádřila znepokojení. Podle nich byl přechod přes řeku Dněpr pouhým „politickým divadlem“ nebo „politickým rozhodnutím“. Mariňáci uvedli, že musí překonat „stovky metrů“ vody po kolenech bez leteckého a dělostřeleckého krytí.
Dne 4. ledna 2024 deník Washington Times oznámil, že v průběhu protiofenzívy na levém břehu Dněpru ukrajinské síly obsadily několik kilometrů čtverečních území, zejména v okolí osady Krynky, ale nepodařilo se jim obsadit ani jedinou další osadu.
Dne 20. února ruský ministr obrany Sergej Šojgu oznámil ovládnutí osady Krynky ruskými silami. Podle některých ruských zdrojů bylo toto oznámení předčasné, protože osada ještě není plně pod kontrolou ruských sil.
Dne 17. července bylo ukrajinskou stranou oznámeno ukončení operace. Mluvčí skupiny Tavira pro list Kyiv Independent uvedl, že většina hlavních pozic ukrajinských jednotek ve vesnici Krynky byla v důsledku intenzivní, kombinované a dlouhotrvající nepřátelské palby zcela zničena.